# Wassertreten (Schwimmstil)

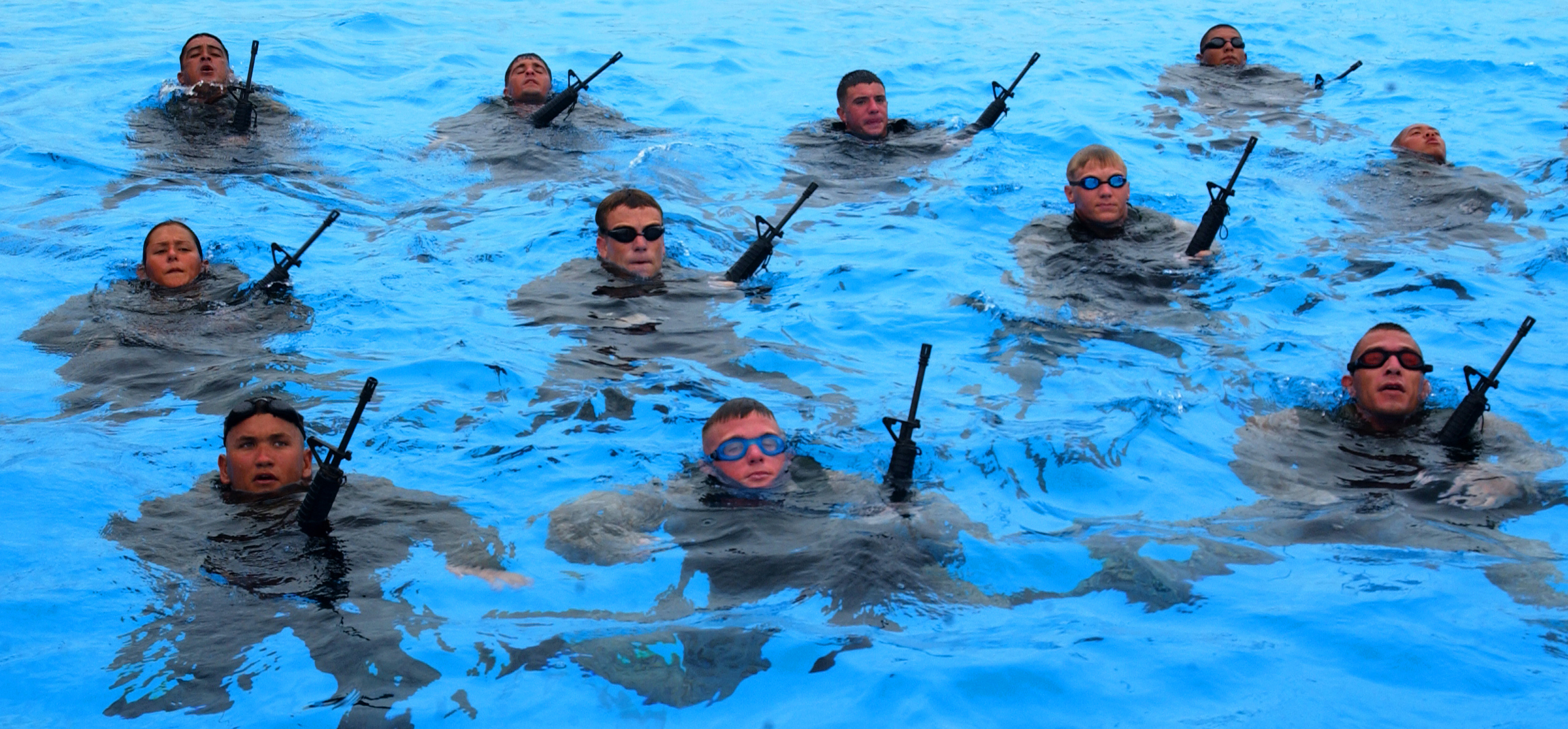
Schüler des US Marine Combat Instructor Water Survival Course treten Wasser in Formation

Wassertreten ist ein Bewegungsablauf, der dazu dient, sich im Wasser in aufrechter Haltung zu stabilisieren.
Beim Wassertreten werden mit kleinen, achterförmigen Handbewegungen die schalenförmigen Handflächen so angewinkelt, dass ein Auftrieb besteht. Wassertreten ist Teil des Schwimmunterrichts. „Wassertreten“ wird auch beim Wasserball das Über-Wasser-Halten genannt.